# Replay Dance Mania Vol 1
Replay Dance Mania vol 1 gavs ut av Bonnier Amigo Music Group 2002 med danceversioner av kända låtar.

## Låtlista
1. Sweet Dreams (3:38) - Axxis
2. Heaven Is a Place On Earth (3:33) - Ruudaman feat. I-Witness
3. Time After Time (3:45) - Novaspace
4. Heaven (3:55) - DJ Sammy
5. Dreamer (3:19) - CK & Supreme Dream Team
6. Words 2002 (3:35) - Club Candy
7. Billie Jean (3:58) - King of House
8. Holiday (3:37) - Mad'house
9. Total Eclipse of the Heart (3:30) - Jan Wayne
10. Hard to Say I'm Sorry (3:21) - Aquagen
11. Forever Young (3:28) - Interactive
12. Moonlight Shadow (2:52) - Groove Coverage
13. Everybody's Free (3:34) - Aquagen
14. Hey Little Girl (4:02) - Mathias Ware
15. Anything for Love (3:11) - Prefecto
16. Because the Night (3:31) - Jan Wayne
17. Joe Le Taxi (4:27) - Auria Pozzi
18. E (As In Eveline) (3:12) - Drunkenmunky